# Velódromo de São Paulo
O Velódromo de São Paulo, ou também Velódromo Paulistano, foi um estádio de futebol na cidade de São Paulo, Brasil. Inaugurado oficialmente em 21 de junho de 1896 para a prática do ciclismo, foi adaptado pelo Club Athlético Paulistano para a realização de partidas de futebol, tornando-se a primeira edificação para a modalidade do país, a partir de 1901.
Foi o principal palco para jogos do Campeonato Paulista de Futebol entre o início da década de 1900 e primeira metade da década de 1910, tendo sido palco da maioria dos jogos da primeira edição do Campeonato Paulista de Futebol, em 1902. Por causa do plano para construção e abertura da Rua Nestor Pestana, o estádio foi demolido em 1916.
No estádio havia uma placa em que se lia "É expressamente proibido vaiar", proibição relacionada aos valores morais da época, que consideravam vaiar uma atitude indelicada.

## Localização
O Velódromo Paulistano situava-se na Rua da Consolação, região central da cidade de São Paulo, entre as ruas Martinho Prado e Olinda, onde ficam hoje a Rua Nestor Pestana e o Teatro Cultura Artística.

## História

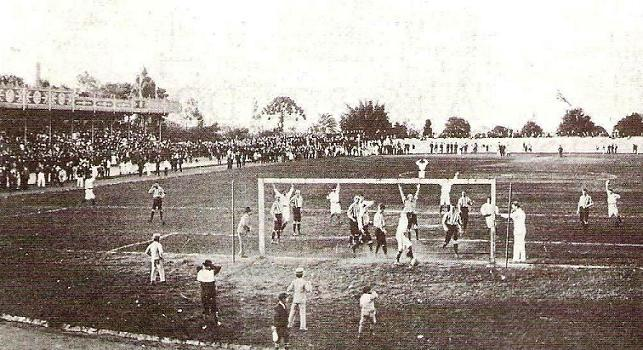
Paulistano x SPAC (1902) Gol de Paulistano no Vélodromo

O campo-berço do futebol brasileiro é a Chácara Dulley, mas quem escutou pela primeira vez o ruído do pique de uma bola foi a Várzea do Carmo. Ali, Charles Miller deixou cair ao solo brasileiro aquela bola que ele, juntamente com outra, trouxera de Southampton, onde disputara a sua última partida na Inglaterra. A Chácara Dulley ficava localizada no Bom Retiro, onde hoje é a Avenida Tiradentes, entre a Luz e a Ponte Grande. Depois que de lá saiu o São Paulo Athletic Club, foi treinar o Hans Nobilings Team, e mais atrás, na Chácara Witte, onde se instalou o SC Internacional, treinaram e jogaram também os alunos do AA Mackenzie College, enquanto a melhor praça de esportes da cidade passava a ser a do São Paulo Athletic, na Rua da Consolação. Isso até 1899.
Em 1900, o Club Athlético Paulistano surgiu e fez sua sede no Velódromo, construído em 1896 para abrigar competições de ciclismo por Antônio da Silva Prado, primeiro prefeito da Capital, fã do esporte e um dos fundadores do clube. O novo clube adaptou o local para jogos de futebol, e, em 18 de outubro de 1901, enfim foi inaugurado o campo, com um empate por 1 a 1 entre as seleções paulista e carioca. No mesmo ano, o Sport Club Germânia arrendou um terreno no Parque Antártica, lá nivelando o seu campo.
Em sua inauguração, o Campo do Velódromo tinha dois conjuntos de arquibancadas cobertas com capacidade para mil pessoas cada uma, com o restante do público assistindo às partidas de pé, como era comum nos primeiros anos do futebol brasileiro. Foi nesse estádio que se popularizou o conceito de "gerais", com seus ingressos mais acessíveis. O Velódromo monopolizou durante muitos anos todas as atenções. Raros eram os jogos nos campos do Germânia (Parque Antártica) e do São Paulo Athletic (Consolação).
O destino do Velódromo começou a ser selado em 1910, com a morte de Veridiana da Silva Prado. Os herdeiros foram pressionados pela especulação imobiliária que transformaria a cidade nas décadas seguintes e venderam o local para o Banco Italiano, que pretendia lotear o terreno, abrindo uma rua no meio. O estádio seguiu sendo usado até 1915 e foi pivô da primeira cisão do futebol paulista, em 1913.
Como maior estádio da cidade, ele era usado para a maioria das partidas do Campeonato Paulista, porém a Liga Paulista de Foot-Ball (LPF) tinha de pagar um aluguel ao Paulistano. Insatisfeito com o profissionalismo velado de começava a aparecer no futebol da cidade, ainda predominantemente amador, o clube decidiu aumentar os valores cobrados da LPF para o Campeonato Paulista de 1913. Diante da situação, a liga optou por alugar o Parque Antarctica por um valor menor. A estreia do Paulistano, contra o Americano, foi agendada para o Parque Antarctica, mas o clube do Jardim América compareceu ao Velódromo, alegando que a "mudança" tinha sido comunicada em cima da hora. Quando a LPF decidiu dar os pontos do jogo ao Americano, o Paulistano anunciou sua saída e fundou a Associação Paulista de Esportes Atléticos (APEA).
Quando a cisão finalmente terminou, em 1917, o Velódromo já tinha sido não só desapropriado, para a abertura da Rua Nestor Pestana, em 1915, como também demolido, no primeiro semestre de 1916. A derradeira partida no estádio ocorreu em 7 de novembro de 1915, uma vitória da seleção paulista sobre a seleção carioca por 8 a 0.
A APEA, então, levou as arquibancadas do Velódromo para a Chácara da Floresta, que, ampliada, com capacidade para dois mil lugares sentados sobre as antigas arquibancadas e treze mil lugares em pé, passou a ser o principal campo da cidade. Ao lado, os jogadores do Corinthians estavam construindo seu próprio campo (que só ficaria pronto em 1918), em um terreno doado pela Prefeitura na Ponte Grande. Já o Paulistano passou a jogar, a partir do fim de 1917, no Estádio Jardim América.
Em 1919 a Sociedade de Cultura Artística adquiriu o terreno do antigo Velódromo para a construção de sua sede própria, que só seria construída na década de 1950, fundando ali o Teatro Cultura Artística.